# 이바리슈투 카르발류
이바리슈투 카르발류(포르투갈어: Evaristo Carvalho, 1942년 10월 22일~2022년 5월 28일)는 상투메 프린시페의 정치인으로, 2016년 9월 3일에 대통령으로 취임하였다. 대통령 재임 이전에는 총리를 두 차례 지낸 적이 있으며 미겔 트로보아다 전 대통령 이후에 15년 만에 독립민주행동(ADI)의 정권으로 복귀하였다.

## 정치 경력
이바리슈투 카르발류는 1994년 7월 7일부터 1994년 10월 25일까지 총리를 역임하였다. 이후 2001년 9월 26일부터 2002년 3월 28일까지 총리를 한차례 더 지냈다. 현재는 여당인 독립민주행동(ADI) 소속 국회의원으로 있으며, 대통령이 된 후에는 당원 신분이다.
상투메 프린시페 국회의장을 지내던 중, 2011년 상투메 프린시페 대통령 선거에 후보로 출마하였다. 선거운동 과정에서 그는 당시 상투메프린시페 총리였던 파트리스 트로보아다로부터 지지를 받았다. 대선 1차 투표에서 카르발류 후보는 21.8%의 지지율을 확보해 2위에 올랐다. 1위는 마누엘 핀투 다 코스타 전 대통령이었다. 이후 코스타 대통령과 2차 투표를 진행했고, 코스타 전 대통령이 52.9% 득표율로 최종 당선되었다. 낙선 직후 카르발류는 독립민주행동 부총재가 되었다.

### 대통령 재임
2016년 상투메프린시페 대통령 선거에서 카르발류는 최다득표로 1위에 올랐으나 과반에는 살짝 못 미치는 49.8% 득표율을 기록하였다. 때문에 몇 주 뒤 대선 2차 투표에 나설 예정이었다. 하지만 마누엘 핀투 다 코스타 전 대통령이 8월 7일 결승투표에 참여하지 않겠다고 선언해 사기 의혹이 제기되었고, 이에 따라 대통령직은 카르발류 후보에게 넘어가게 되었다. 카르발류는 9월 3일 대통령에 공식 취임하였다.
이 때 당시 대선 과정은 전 세계적으로 긍정적인 시각을 받았는데 미국 국무부는 보도자료를 통해 "이번 선거는 상투메 프린시페가 민주적 가치에 대해 오랫동안 전념 해왔음을 보여주는 또 다른 증거이다. 상투메 프린시페 국민들은 스스로 모범적 행동을 통해 계속해서 다른 국가를 향한 민주주의의 횃불이 되어주고 있다"고 밝혔다.
2021년 9월 3일 이바리슈투 카르발류의 임기는 2021년 9월 5일에 종료되었다. 상투메 프린시페는 아직 후임자를 선출하지 않았으며 대통령 선거의 두 번째 라운드는 9월 5일에만 열릴 것이다. 1라운드 결과의 유효성을 놓고 2라운드 편성을 두 차례 연기한 전례 없는 상황이다. 따라서 의회는 이바리슈투 카르발류의 권한을 연장하기로 결정했다.